# Trofeo Andratx-Mirador D'es Colomer 2023
La 32.ª edición de la clásica ciclista Trofeo Andratx-Mirador D'es Colomer fue una carrera en España que se celebró el 27 de enero de 2023 sobre un recorrido de 160,9 km en la isla balear de Mallorca. La carrera formó parte del tercer trofeo de la Challenge Ciclista a Mallorca 2023.
La carrera formó parte del UCI Europe Tour 2023, calendario ciclístico de los Circuitos Continentales UCI, dentro de la categoría 1.1 y fue ganada por el belga Kobe Goossens del Intermarché-Circus-Wanty. Completaron el podio, como segundo y tercer clasificado respectivamente, el español Pelayo Sánchez del Burgos-BH y el belga Lennert Van Eetvelt del Lotto Dstny.

## Equipos participantes
Tomaron parte en la carrera 19 equipos: 8 de categoría UCI WorldTeam, 8 de categoría UCI ProTeam, 2 de categoría Continental y la selección de España. Formaron así un pelotón de 144 ciclistas de los que acabaron 49. Los equipos participantes fueron:
| WorldTeams (8)- Bora-Hansgrohe - Cofidis - EF Education-EasyPost - Intermarché-Circus-Wanty - Movistar Team - Soudal Quick-Step - Arkéa-Samsic - UAE Team Emirates ProTeams (8)- Burgos-BH - Caja Rural-Seguros RGA - Equipo Kern Pharma - Eolo-Kometa - Euskaltel-Euskadi - Human Powered Health - Israel-Premier Tech - Team Flanders-Baloise Equipos continentales (2)- Electro Hiper Europa - Project Echelon Racing Equipo nacional- España |
| |

## Clasificación final
- La clasificación finalizó de la siguiente forma:[3]

| \| Clasificación general \| Clasificación general \| Clasificación general \| Clasificación general \| Clasificación general \| \| Ciclista \| Ciclista \| Equipo \| Tiempo \| \| \| --------------------- \| ------------------------- \| ---------------------------------- \| --------------------- \| --------------------- \| \| 1.º \| Kobe Goossens \| Intermarché-Circus-Wanty \| 4 h 07 min 00 s \| \| \| 2.º \| Pelayo Sánchez \| Burgos-BH \| + 39 s \| \| \| 3.º \| Lennert Van Eetvelt \| Lotto Dstny \| + 40 s \| \| \| 4.º \| Alessio Martinelli \| Green Project-Bardiani CSF-Faizanè \| + 40 s \| \| \| 5.º \| Roger Adrià \| Equipo Kern Pharma \| + 40 s \| \| \| 6.º \| Fernando Barceló \| Caja Rural-Seguros RGA \| + 44 s \| \| \| 7.º \| Patrick Konrad \| Bora-Hansgrohe \| + 44 s \| \| \| 8.º \| Louis Barré \| Arkéa-Samsic \| + 48 s \| \| \| 9.º \| Gonzalo Serrano Rodríguez \| Movistar Team \| + 50 s \| \| \| 10.º \| Emanuel Buchmann \| Bora-Hansgrohe \| + 53 s \| \| |                           |                                    |                 |
| |                           |                                    |                 |
| Fuente: ProCyclingStats |                           |                                    |                 |
| Clasificación general |                           |                                    |                 |
| Ciclista | Ciclista                  | Equipo                             | Tiempo          |
| 1.º | Kobe Goossens             | Intermarché-Circus-Wanty           | 4 h 07 min 00 s |
| 2.º | Pelayo Sánchez            | Burgos-BH                          | + 39 s          |
| 3.º | Lennert Van Eetvelt       | Lotto Dstny                        | + 40 s          |
| 4.º | Alessio Martinelli        | Green Project-Bardiani CSF-Faizanè | + 40 s          |
| 5.º | Roger Adrià               | Equipo Kern Pharma                 | + 40 s          |
| 6.º | Fernando Barceló          | Caja Rural-Seguros RGA             | + 44 s          |
| 7.º | Patrick Konrad            | Bora-Hansgrohe                     | + 44 s          |
| 8.º | Louis Barré               | Arkéa-Samsic                       | + 48 s          |
| 9.º | Gonzalo Serrano Rodríguez | Movistar Team                      | + 50 s          |
| 10.º | Emanuel Buchmann          | Bora-Hansgrohe                     | + 53 s          |

## UCI World Ranking
El Trofeo Andratx-Mirador D'es Colomer otorgó puntos para el UCI World Ranking para corredores de los equipos en las categorías UCI WorldTeam, UCI ProTeam y Continental. Las siguientes tablas son el baremo de puntuación y los diez corredores que obtuvieron más puntos:
| Posición   | 1.º | 2.º | 3.º | 4.º | 5.º | 6.º | 7.º | 8.º | 9.º | 10.º | 11.º | 12.º | 13.º-15.º | 16.º-25.º |
| Puntuación | 125 | 85  | 70  | 60  | 50  | 40  | 35  | 30  | 25  | 20   | 15   | 10   | 5         | 3         |

| Clasificación |                     |                                    |        |
| Posición      | Ciclista            | Equipo                             | Puntos |
| ------------- | ------------------- | ---------------------------------- | ------ |
| 1.º           | Kobe Goossens       | Intermarché-Circus-Wanty           | 125    |
| 2.º           | Pelayo Sánchez      | Burgos-BH                          | 85     |
| 3.º           | Lennert Van Eetvelt | Lotto Dstny                        | 70     |
| 4.º           | Alessio Martinelli  | Green Project-Bardiani CSF-Faizanè | 60     |
| 5.º           | Roger Adrià         | Equipo Kern Pharma                 | 50     |
| 6.º           | Fernando Barceló    | Caja Rural-Seguros RGA             | 40     |
| 7.º           | Patrick Konrad      | Bora-Hansgrohe                     | 35     |
| 8.º           | Louis Barré         | Arkéa Samsic                       | 30     |
| 9.º           | Gonzalo Serrano     | Movistar                           | 25     |
| 10.º          | Emanuel Buchmann    | Bora-Hansgrohe                     | 20     |